# Begoña Ameztoy
Maria Begoña Ameztoy Mendibe, meglio nota come Begoña Ameztoy (San Sebastián, 4 aprile 1951), è una pittrice e scrittrice spagnola di origine basca.
Cominciò come scrittrice, e il suo interesse principale era quello di combinare la letteratura con i movimenti culturali dei Paesi Baschi.
Lavorò come editorialista per El Diario Vasco a partire dal 1992. Ha scritto copioni per programmi della TVE, ed è apparsa in diversi programmi della televisione spagnola, come Crónicas marcianas.

## Opere
- El Círculo (1991)
- El Asesino de Baltimore (1994)
- El Ángel (2000)
- Escuela de Mujeres (2001)
- Cuarentonas (2002)